# Zhongfan (sockenhuvudort i Kina, Jiangxi Sheng, lat 28,54, long 117,38)
Zhongfan (kinesiska: 中畈) är en sockenhuvudort i Kina. Den ligger i provinsen Jiangxi, i den sydöstra delen av landet, omkring 150 kilometer öster om provinshuvudstaden Nanchang. Antalet invånare är 28 761. Befolkningen består av 13 251 kvinnor och 15 510 män. Barn under 15 år utgör 27,0 %, vuxna 15-64 år 64 %, och äldre över 65 år 7,0 %.
Runt Zhongfan är det ganska tätbefolkat, med 214 invånare per kvadratkilometer. Närmaste större samhälle är Nanyan, 17,1 km söder om Zhongfan. Trakten runt Zhongfan består till största delen av jordbruksmark.
Genomsnittlig årsnederbörd är 2 741 millimeter. Den regnigaste månaden är juni, med i genomsnitt 480 mm nederbörd, och den torraste är oktober, med 37 mm nederbörd.